# Parrocchie della diocesi di Alba

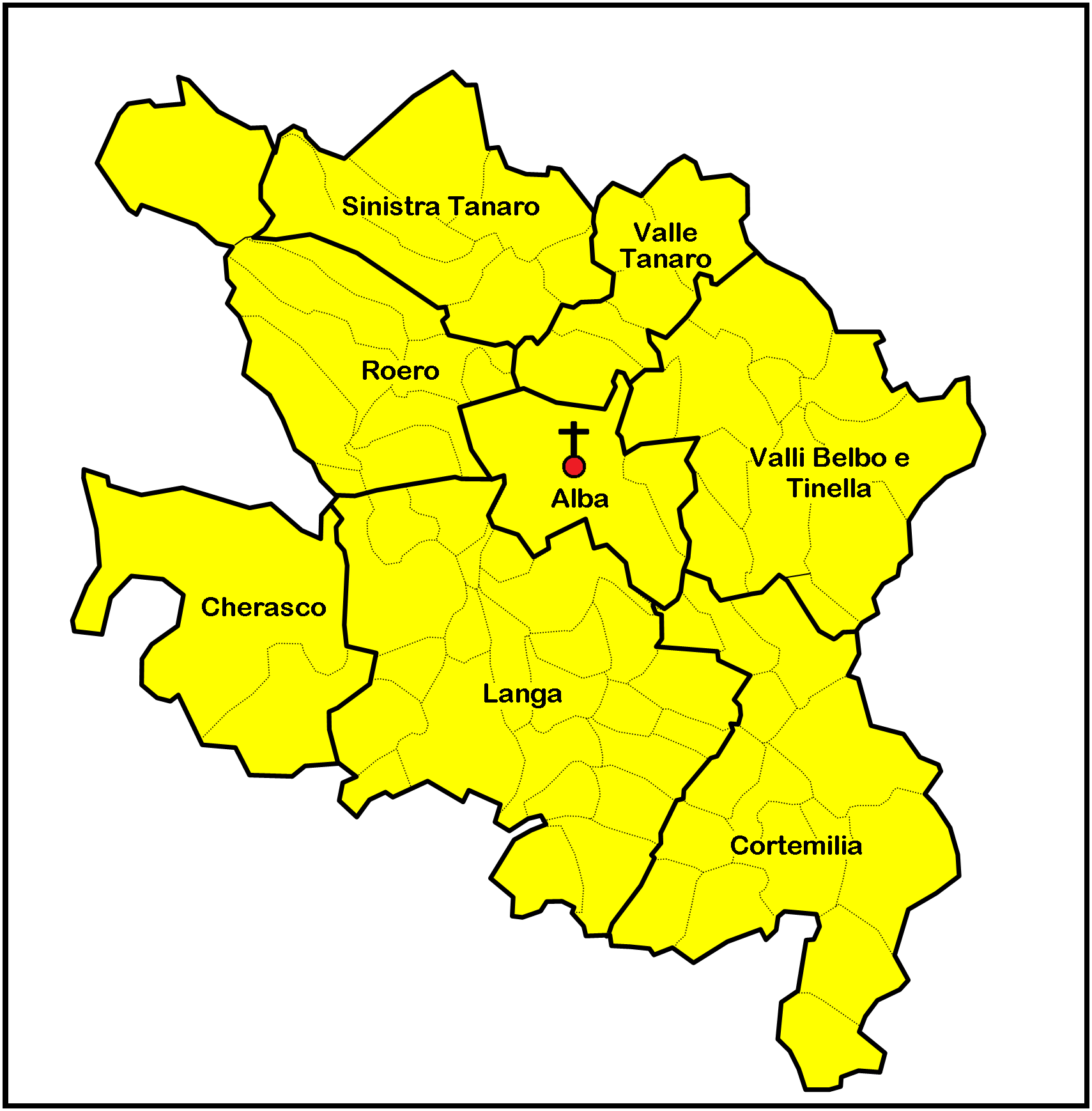
La diocesi suddivisa in vicarie

Le parrocchie della diocesi di Alba sono 126.

## Vicariati
La diocesi è organizzata in 8 vicarie. 

### Vicaria di Alba
| Parrocchia                   | Patrono                                        | Comune | Frazione/Quartiere     |
| ---------------------------- | ---------------------------------------------- | ------ | ---------------------- |
| Alba - cattedrale            | San Lorenzo Martire                            | Alba   | centro                 |
| Alba - Cristo Re             | Cristo Re                                      | Alba   | centro                 |
| Alba - Divin Maestro         | Divin Maestro                                  | Alba   | centro                 |
| Alba - San Giovanni Battista | San Giovanni Battista                          | Alba   | centro                 |
| Alba - Santa Margherita      | Santa Margherita di Antiochia                  | Alba   | Belmonte               |
| Alba - San Cassiano          | Santi Cassiano, Prontiniano e Giuseppe Operaio | Alba   | centro                 |
| Como Piemontese              | Natività di Maria Vergine                      | Alba   | Como                   |
| Madonna della Moretta        | Madonna della Moretta                          | Alba   | Madonna della Moretta  |
| Mussotto                     | Natività di Maria Santissima                   | Alba   | Mussotto               |
| Piana Biglini                | Immacolata Concezione                          | Alba   | Piana Biglini          |
| San Rocco Cherasca           | San Rocco                                      | Alba   | San Rocco Cherasca     |
| San Rocco Seno d'Elvio       | San Rocco                                      | Alba   | San Rocco Seno d'Elvio |
| Scaparoni                    | San Rocco                                      | Alba   | Scaparoni              |
| Treiso                       | Santa Maria Assunta                            | Treiso | centro                 |

### Vicaria di Cherasco
| Parrocchia                 | Patrono                              | Comune   | Frazione/Quartiere |
| -------------------------- | ------------------------------------ | -------- | ------------------ |
| Cherasco                   | San Pietro Apostolo                  | Alba     | centro             |
| Bricco de Faule            | San Grato                            | Cherasco | Bricco de Faule    |
| Cappellazzo                | Natività di Maria Vergine            | Cherasco | Cappellazzo        |
| Narzole                    | Santi Bernardo, Nazario e Celso      | Narzole  | centro             |
| Picchi                     | San Giovanni Battista e san Gregorio | Cherasco | Picchi             |
| Roreto                     | Santa Maria Assunta                  | Cherasco | Roreto             |
| San Bartolomeo di Cherasco | San Bartolomeo Apostolo              | Cherasco | San Bartolomeo     |
| San Martino di Cherasco    | San Martino Vescovo                  | Cherasco | San Martino        |
| Veglia                     | San Rocco                            | Cherasco | Veglia             |

### Vicaria di Cortemilia
| Parrocchia                 | Patrono                                        | Comune               | Frazione/Quartiere |
| -------------------------- | ---------------------------------------------- | -------------------- | ------------------ |
| Cortemilia - San Michele   | San Michele Arcangelo                          | Cortemilia           | San Michele        |
| Cortemilia - San Pantalone | San Pantalone                                  | Cortemilia           | San Pantalone      |
| Benevello                  | San Pietro in Vincoli                          | Benevello            | centro             |
| Borgomale                  | Sant'Eusebio                                   | Borgomale            | centro             |
| Bosia                      | San Nazario                                    | Bosia                | centro             |
| Castelletto Uzzone         | Natività di Maria Vergine e Sant'Antonio Abate | Castelletto Uzzone   | centro             |
| Castino                    | Santa Margherita e san Bovo                    | Castino              | centro             |
| Cravanzana                 | Santi Pietro e Vitale                          | Cravanzana           | centro             |
| Feisoglio                  | San Lorenzo Martire                            | Feisoglio            | centro             |
| Gorzegno                   | San Siro                                       | Gorzegno             | centro             |
| Gottasecca                 | San Pietro in Vincoli                          | Gottasecca           | centro             |
| Levice e Bergolo           | Sant'Antonio Abate e Natività di Maria         | Levice e Bergolo     | centro             |
| Niella Belbo               | San Giorgio Martire e Madonna della Neve       | Niella Belbo         | centro             |
| Pezzolo Valle Uzzone       | San Colombano                                  | Pezzolo Valle Uzzone | centro             |
| Todocco                    | Santi Pietro e Bartolomeo                      | Pezzolo Valle Uzzone | Todocco            |
| Torre Bormida              | Santa Maria Assunta                            | Torre Bormida        | centro             |

### Vicaria della Langa
| Parrocchia            | Patrono                                   | Comune                   | Frazione/Quartiere |
| --------------------- | ----------------------------------------- | ------------------------ | ------------------ |
| Diano d'Alba          | San Giovanni Battista                     | Diano d'Alba             | centro             |
| Albaretto della Torre | San Sebastiano                            | Albaretto della Torre    | centro             |
| Annunziata            | Annunziata                                | La Morra                 | centro             |
| Barolo                | San Donato                                | Barolo                   | centro             |
| Bossolasco            | San Giovanni Battista                     | Bossolasco               | centro             |
| Castiglione Falletto  | San Lorenzo Martire                       | Castiglione Falletto     | centro             |
| Cerretto Langhe       | Santissima Annunziata e Madonna di Loreto | Cerretto Langhe          | centro             |
| Cissone               | Santa Lucia                               | Cissone                  | centro             |
| Gallo                 | Beata Vergine Immacolata                  | Grinzane Cavour          | Gallo              |
| Grinzane Cavour       | Maria Vergine del Carmine                 | Grinzane Cavour          | centro             |
| La Morra              | San Martino Vescovo                       | La Morra                 | centro             |
| Lequio e Arguello     | San Lorenzo e Santi Angeli Custodi        | Lequio Berria e Arguello | centro             |
| Monchiero             | Beata Vergine del Rosario                 | Monchiero                | centro             |
| Monforte d'Alba       | Madonna della Neve                        | Monforte d'Alba          | centro             |
| Montelupo Albese      | Santa Maria Assunta                       | Montelupo Albese         | centro             |
| Novello               | San Michele Arcangelo                     | Novello                  | centro             |
| Perno                 | Santi Pietro e Paolo                      | Monforte d'Alba          | Perno              |
| Rivalta               | San Giacomo Apostolo                      | La Morra                 | Rivalta            |
| Roddi                 | Santa Maria Assunta                       | Roddi                    | centro             |
| Roddino               | Santa Margherita                          | Roddino                  | centro             |
| Santa Maria           | Santa Maria                               | La Morra                 | Santa Maria        |
| Serralunga d'Alba     | San Sebastiano                            | Serralunga d'Alba        | centro             |
| Serravalle Langhe     | Santa Maria Assunta                       | Serravalle Langhe        | centro             |
| Sinio                 | San Frontiniano                           | Sinio                    | centro             |
| Somano                | San Donato                                | Somano                   | centro             |
| Vergne                | San Ponzio                                | Barolo                   | Vergne             |
| Valle Talloria        | Santa Croce                               | Diano d'Alba             | Valle Talloria     |
| Verduno               | San Michele Arcangelo                     | Verduno                  | centro             |

### Vicaria del Roero
| Parrocchia            | Patrono                          | Comune                | Frazione/Quartiere |
| --------------------- | -------------------------------- | --------------------- | ------------------ |
| Pocapaglia            | Santi Giorgio e Donato           | Pocapaglia            | centro             |
| Baldissero d'Alba     | Santa Caterina Vergine e Martire | Baldissero d'Alba     | centro             |
| Borgo                 | Natività di Maria Vergine        | Monticello d'Alba     | Borgo              |
| Cappelli              | Beata Vergine Assunta            | Ceresole d'Alba       | centro             |
| Casà                  | San Grato d'Aosta                | Monticello d'Alba     | Casà               |
| Ceresole d'Alba       | San Giovanni Battista            | Ceresole d'Alba       | centro             |
| Cinzano               | Santa Paola                      | Santa Vittoria d'Alba | Cinzano            |
| Corneliano d'Alba     | Santi Gallo e Nicolò             | Corneliano d'Alba     | centro             |
| Macellai              | Beata Vergine del Buon Consiglio | Pocapaglia            | Macellai           |
| Montaldo Roero        | Santissima Annunziata            | Montaldo Roero        | centro             |
| Monticello d'Alba     | San Ponzio                       | Monticello d'Alba     | Villa              |
| Piobesi d'Alba        | San Pietro in Vincoli            | Piobesi d'Alba        | centro             |
| Pollenzo              | San Vittore il Moro              | Bra                   | Pollenzo           |
| San Giuseppe          | San Giuseppe                     | Sommariva Perno       | San Giuseppe       |
| San Rocco             | Madonna del Rosario              | Montaldo Roero        | San Rocco          |
| Santa Vittoria d'Alba | Santa Maria Assunta              | Santa Vittoria d'Alba | centro             |
| Sommariva Perno       | Spirito Santo                    | Sommariva Perno       | centro             |

### Vicaria della Sinistra Tanaro
| Parrocchia          | Patrono                                   | Comune              | Frazione/Quartiere |
| ------------------- | ----------------------------------------- | ------------------- | ------------------ |
| Canale d'Alba       | San Vittore                               | Canale              | centro             |
| Castellinaldo       | San Dalmazzo                              | Castellinaldo       | centro             |
| Montà               | Sant'Antonio Abate                        | Montà               | centro             |
| Monteu Roero        | San Nicolao                               | Monteu Roero        | centro             |
| San Bernardo        | San Bernardo                              | Monteu Roero        | San Bernardo       |
| San Grato           | San Grato                                 | Monteu Roero        | San Grato          |
| San Lorenzo         | San Lorenzo e Nostra Signora delle Grazie | Santo Stefano Roero | San Lorenzo        |
| San Rocco di Montà  | San Rocco                                 | Montà               | San Rocco          |
| San Vito di Montà   | San Vito Martire                          | Montà               | San Vito           |
| Sant'Anna           | Sant'Anna                                 | Monteu Roero        | Sant'Anna          |
| Santo Stefano Roero | Santa Maria del Podio                     | Santo Stefano Roero | centro             |
| Valpone             | San Defendente e Madonna del Carmine      | Canale              | Valpone            |
| Vezza d'Alba        | San Martino Vescovo                       | Vezza d'Alba        | centro             |

### Vicaria della Valle Tanaro
| Parrocchia                 | Patrono                     | Comune           | Frazione/Quartiere |
| -------------------------- | --------------------------- | ---------------- | ------------------ |
| Guarene                    | Santi Pietro e Bartolomeo   | Guarene          | centro             |
| Canove                     | Santissima Annunziata       | Govone           | Canove             |
| Castagnito                 | San Giovanni Battista       | Castagnito       | centro             |
| Castelrotto di Guarene     | Santa Maria Assunta         | Guarene          | Castelrotto        |
| Govone                     | San Secondo                 | Govone           | centro             |
| Magliano Alfieri           | Sant'Andrea Apostolo        | Magliano Alfieri | centro             |
| Priocca                    | Santo Stefano Protomartire  | Priocca          | centro             |
| San Giuseppe di Castagnito | San Giuseppe                | Castagnito       | San Giuseppe       |
| San Pietro di Govone       | San Pietro Apostolo         | Govone           | San Pietro         |
| Sant'Antonio di Magliano   | Santi Antonio e Maurizio    | Magliano Alfieri | Sant'Antonio       |
| Vaccheria                  | Nostra Signora della Salute | Guarene          | Vaccheria          |

### Vicaria delle Valli Belbo e Tinella
| Parrocchia                 | Patrono                                    | Comune                          | Frazione/Quartiere |
| -------------------------- | ------------------------------------------ | ------------------------------- | ------------------ |
| Castagnole delle Lanze     | San Pietro in Vincoli e Madonna della Neve | Castagnole delle Lanze          | centro             |
| Balbi                      | Beata Vergine del Buon Consiglio           | Castiglione Tinella             | Balbi              |
| Barbaresco                 | San Giovanni Battista                      | Barbaresco                      | centro             |
| Borgonuovo                 | San Giuseppe e Nostra Signora delle Grazie | Neive                           | Borgonuovo         |
| Camo                       | San Pietro in Vincoli                      | Santo Stefano Belbo             | Camo               |
| Castiglione Tinella        | Sant'Andrea Apostolo                       | Castiglione Tinella             | centro             |
| Coazzolo                   | San Siro                                   | Coazzolo                        | centro             |
| Cossano e Rocchetta        | San Giovanni Battista e San Nicolao        | Cossano Belbo e Rocchetta Belbo | centro             |
| Mango                      | Santi Giacomo e Cristoforo                 | Mango                           | centro             |
| Neive                      | Santi Pietro e Paolo                       | Neive                           | centro             |
| Neviglie                   | San Giorgio Martire                        | Neviglie                        | centro             |
| San Bartolomeo delle Lanze | San Bartolomeo Apostolo                    | Castagnole delle Lanze          | San Bartolomeo     |
| San Donato                 | San Donato                                 | Mango                           | San Donato         |
| Santo Stefano Belbo        | Sacro Cuore di Gesù                        | Santo Stefano Belbo             | centro             |
| Trezzo Tinella             | Sant'Antonio Abate                         | Trezzo Tinella                  | centro             |
| Valdivilla                 | Santa Margherita Vergine e Martire         | Santo Stefano Belbo             | Valdivilla         |